# Shimano

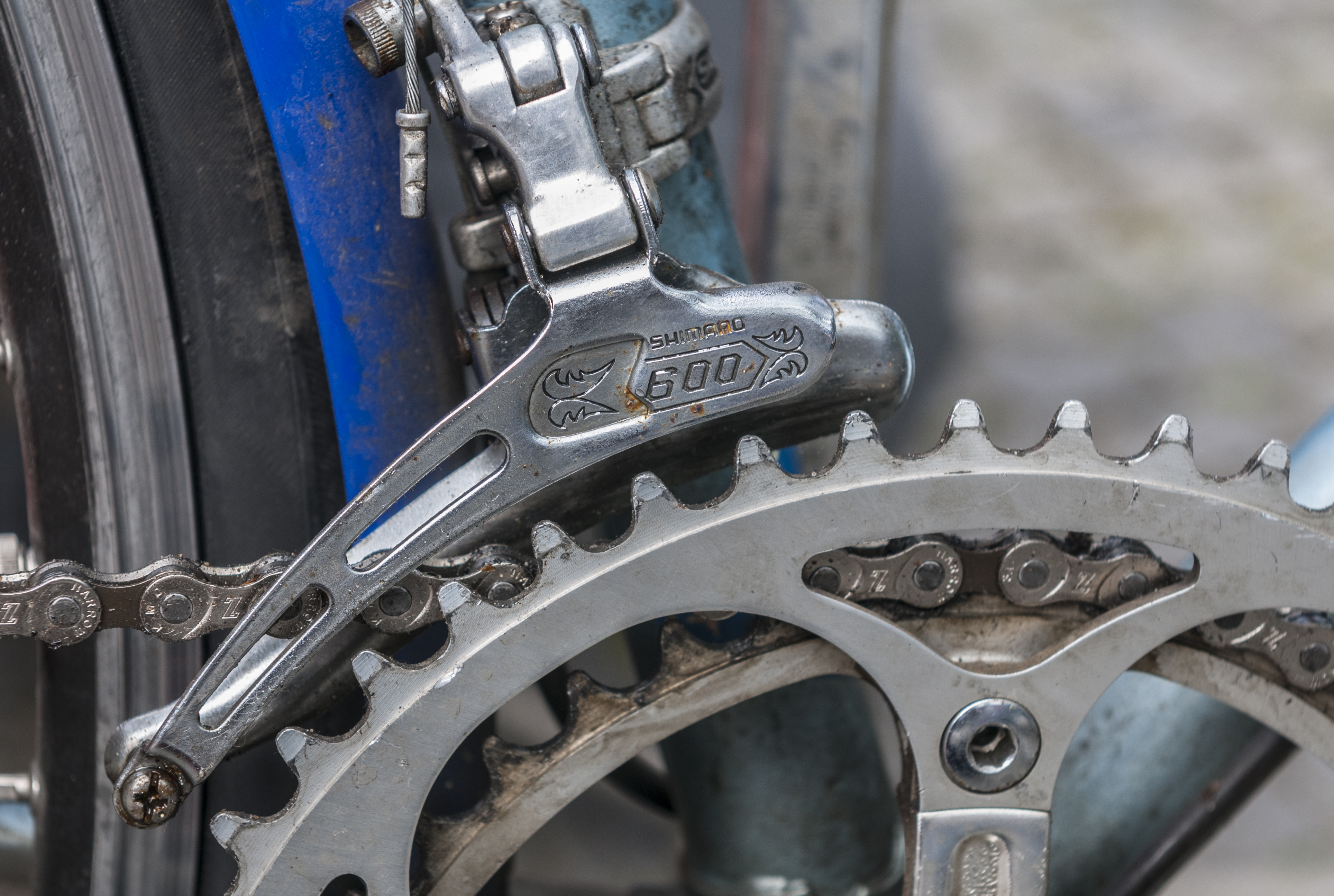
Shimano 600, 1980

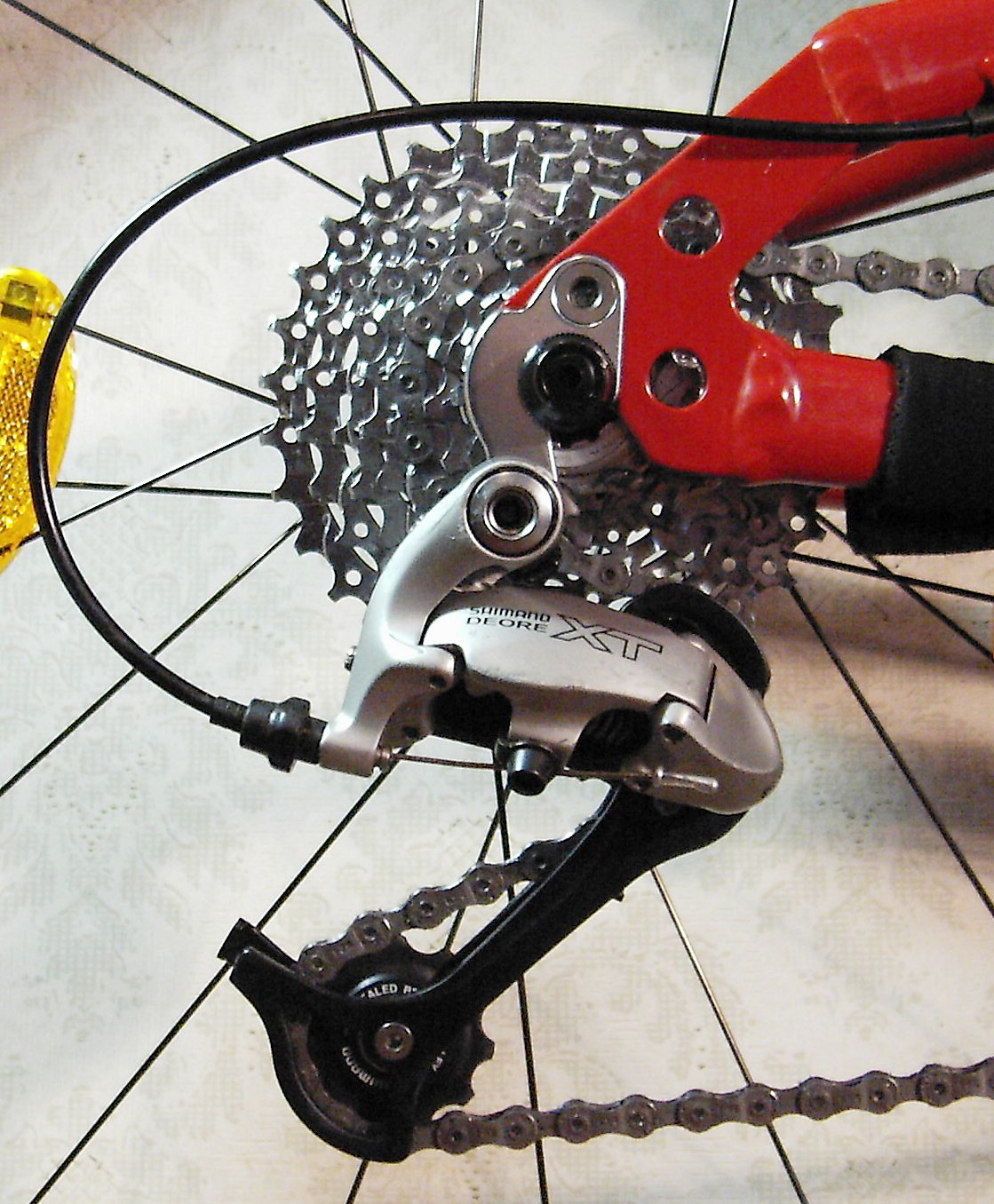
Bakväxel Shimano Deore XT.

Shimano Inc. är ett multinationellt japanskt företag som säljer olika typer av sportutrustning;  cykel-, skid-, sportfisketillbehör samt roddutrustning. År 2005 hade företaget sålt utrustning för 1,4 miljarder amerikanska dollar över nätet. Cykelutrustningen utgjorde 75% av försäljningssiffran.

## Historia
Familjeföretaget Shimano grundades 1921. I början tillverkade man kugghjul. I mitten av 1950-talet började man tillverka cykelutrustning. På 1970-talet började man med fiskeutrustning. Genom uppköp av ett mindre bolag 1997, började man tillverka snowboardutrustning.